# Атомний перехід електрона

Електрон в атомі моделі Бора, що переходить з квантового рівня n = 3 до n = 2 і випускає фотон.

Атомний перехід електрона в атомній фізиці та хімії (інші назви: електронне (зне-)збудження, атомний перехід або квантовий стрибок) — це перехід (або стрибок) електрона з одного рівня енергії на інший всередині атома або штучного атома. Він видається дискретним, оскільки електрон «стрибає» з одного рівня квантованої енергії на інший, як правило, за кілька наносекунд або менше.
Електронні переходи викликають випромінювання або поглинання електромагнітного випромінювання у формі квантованих одиниць, які називаються фотонами. Розподіл є пуассонівським, а час між стрибками розподілений експоненціально. Постійна часу затухання (яка коливається від наносекунд до кількох секунд) відноситься до природного розширення спектральних ліній, або пов'язаного з тиском та полем. Чим більше енергетичне розділення станів, між якими стрибає електрон, тим коротша довжина хвилі випромінюваного фотона. Випромінюваний фотон змінює кінетичну енергію атома, що дозволяє технології лазерного охолодження сповільнювати рух атомів.

## Історія
Данський фізик Нільс Бор у 1913 році вперше висунув теорію про те, що електрони можуть здійснювати квантові стрибки. Незабаром після цього Джеймс Франк і Густав Людвіг Герц експериментально довели, що атоми мають квантовані енергетичні стани.
Можливість спостерігати квантові стрибки була передбачена Гансом Демельтом у 1975 році, і вони вперше були виявлені за допомогою захоплених іонів барію в Гамбурзькому університеті та ртуті в NIST у 1986 році.

## Останні відкриття
У 2019 році в експерименті з надпровідним штучним атомом, що складається з двох сильно гібридизованих трансмон-кубітів, поміщених всередину резонаторної порожнини зчитування при 15 mK, було продемонстровано, що еволюція деяких стрибків є безперервною, когерентною, детермінованою та оборотною. З іншого боку, інші квантові стрибки за своєю суттю непередбачувані.